# Hypoptychus
Hypoptychus is een geslacht van straalvinnige vissen uit de familie van de zandalen (Hypoptychidae), orde stekelbaarsachtigen (Gasterosteiformes).

## Soort
- Hypoptychus dybowskii Steindachner, 1880